# Стар Трек: Следващото поколение
„Стар Трек: Следващото поколение“ (на английски: Star Trek: The Next Generation) е вторият телевизионен сериал (без „Стар Трек: Анимационният сериал“), действието се развива във вселената на Стар Трек.
Първоначално със снимките на сериала се заел авторът на оригиналния сериал Джин Родънбъри. След неговата смърт през 1991 работа над сериала започва Рик Бърман.
Премиерата на „Стар Трек: Следващото поколение“ се е състояла на 28 септември, 1987, като двучасовия пилотен епизод „Среща във Фарпойнт“ е бил гледан от над 27 милиона души. Сериалът завършва с излъчването на последния епизод „Всички хубави неща...“ на 23 май, 1994 г.

## Сюжет
Внимание:  Текстът по-долу разкрива сюжета на произведението (или части от него)!
Действието в сериала се развива между 2364—2370 година, около век след събитията от сериала „Стар Трек: Оригиналният сериал“ и разказва за приключенията на новия космически кораб на Обединената федерация от планети „Ентърпрайз“ (USS Enterprise NCC-1701-D, а впоследствие – USS Enterprise NCC-1701-E) под командването на капитан Пикар. „Ентърпрайз“ е преди всичко изследователски кораб, но както всеки кораб на Старфлийт е нелошо въоръжен.
За разлика от „Стар Трек: Оригиналният сериал“, където сериала се базира на контакти с извънземни раси, много от епизодите на „Следващото поколение“ протичат без участието на последните. Вместо това героите пътешестват във времето и създават собствени взаимоотношения.
Друга отличителна черта от „Оригиналните серии“ е целостта на сюжета и свързаността на някои епизоди. Така например персонажа Кю (на английски: Q), за първи път се появява в пилотния епизод Среща във Фарпойнт (на английски: Encounter At Farpoint), а за последен в последния епизод Всички хубави неща... (на английски: All Good Things...).
Най-серозният противник на екипажа на космическия кораб, а и на цялата Земя, освен Кю, несъмнено са Борг — раса от хуманоидни роботи, управлявани от единен мозък и увеличаващи броя си чрез асимилация на цели светове. Борг се оказват толкова успешна идея, че впоследствие се появяват и в сериала „Стар Трек: Вояджър“ (на английски: Star Trek: Voyager).

## Актьорски състав
| Герой                             | Ранг                                     | Актьор          | Длъжност                                              |
| --------------------------------- | ---------------------------------------- | --------------- | ----------------------------------------------------- |
| Жан-Люк Пикар                     | Капитан                                  | Патрик Стюарт   | Командир на U.S.S. „Ентърпрайз“ NCC-1701-E            |
| Уилям Райкър                      | Командир, впоследствие — капитан         | Джонатан Фрейкс | Първи Офицер                                          |
| Дейта                             | Лейтенант Командир                       | Брент Спайнър   | Втори офицер/научен офицер                            |
| Джорди Ла Фордж                   | Командир, Лейтенант Командир в 3-7 сезон | ЛеВар Бъртън    | Главен инженер                                        |
| Уорф                              | Лейтенант Командир                       | Майкъл Дорн     | Тактически офицер/началник на службата за безопасност |
| Бевърли Кръшър                    | Командир                                 | Гейтс Макфедън  | Главен доктор                                         |
| Даяна Трой                        | Командир                                 | Марина Сиртис   | Съветник                                              |
| Таша Яр (загива през първи сезон) | Лейтенант                                | Денис Кросби    | Началник на службата за безопасност (сезон 1)         |
| Уесли Кръшър                      | Мичман                                   | Уил Уитън       | Навигатор                                             |

### Изменения в актьорския състав
По време на снимките на сериала, актьорският състав претърпява няколко промени:
- Във втората половина на първи сезон актрисата Денис Кросби (Таша Яр), изявява желание да спре да се снима в сериала. Поради тази причина сценарият на сериала е променен: Таша Яр загива, а нейното място на началник на службата за безопасност заема Уорф. Впоследствие Дениз Кросби изиграва ролята на Таша Яр в още два епизода, свързани с пътешествие във времето: „Вчерашен „Ентърпрайз““ (на английски: Yesterday's Enterprise) и „Всички хубави нещо...“ (на английски: All Good Things...).
- Уесли Кръшър съгласно сценария заминава да учи в Академията на Старфлийт, актьорът играещ ролята му Уил Уитън отказва да участва в сериала. Причина за неговото решение е нежеланието му да играе второстепенни роли.
- Гейтс Макфедън, изпълняваща ролята на Бевърли Кръшър, е уволнена след края на първи сезон. Ролята на корабния доктор е дадена на актрисата Даяна Мълдор, играеща доктор Катрин Пуласки (Диана Мулдаур е участвала и в оригиналния сериал Стар Трек). Тази промяна обаче предизвиква бурно недоволство от страна на феновете, поради тази причина персонажът Катрин Пуласки е премахнат. Ролята на доктора на борда е върната на Гейтс Макфедън.

## Наследство
Четири пълнометражни филма са снимани с участието на героите от сериала:
- Стар Трек VII: Космически поколения (1994)
- Стар Трек VIII: Първи контакт (1996)
- Стар Трек IX: Бунтът (1998)
- Стар Трек X: Възмездието (2002)

Много от идеите на „Следващото поколение“ са използвани в следващите сериали:
- Стар Трек: Космическа станция 9 (1993-1999)
- Стар Трек: Вояджър (1995-2001)
- Стар Трек: Ентърпрайз (2001-2005)

По мотиви от сериите са направени и много новели и разкази.

## Факти
- Патрик Стюарт (капитан Пикар) и Джонатан Фрейкс (командир Райкър) са единствените актьори, участващи във всичките епизоди на сериала.
- Почти всички компютри в „Следващото поколение“ (както и в „Стар Трек: Оригиналният сериал“ и „Стар Трек: Вояджър“) са озвучени от актрисата Мейджъл Барет.
- Джорди Ла Фордж, който е сляп по рождение, в сериала носи специално устройство, ВИЗЬОР (на английски: VISOR). Визьорът не само му помага да вижда, но и подобрява възприятията му. Впоследствие на Ла Фордж му е направена операция за връщане на зрението.
- В последния си сезон (1994) сериалът „Следващото поколение“ е номиниран за награда Еми за най-добър сериал.

## „Стар Трек: Следващото поколение“ в България
В България сериалът е излъчван за първи път по Ефир 2 в периода 1993 – 1995 г. Ролите се озвучават от артистите Даринка Митова, Наталия Бардская, Станислав Пищалов, Цветан Ватев и Никола Стефанов.
Сериалът започна излъчване по AXN Sci-Fi на 2 декември 2006 г., като са излъчени всички сезони със субтитри на български.